# Рамсель
Рамсель (англ. Ramciel) — планируемая столица Южного Судана.

## История
После провозглашения независимости страны появилась информация, что столица Южного Судана будет перенесена в этот город. 4 сентября 2011 года правительство Южного Судана решило перенести столицу из города Джубы в Рамсель в 240 км к северу из-за отказа властей штата Центральная Экватория, на территории которого находится Джуба, в предоставлении достаточного количества земли для строительства новых государственных зданий. Постройка многочисленных правительственных объектов и перенесение столицы в Рамсель могут занять около шести лет.
В феврале 2017 года Южный Судан подписал соглашение с Марокко о строительстве Рамселя. Марокканский король Мухаммед VI согласился финансировать технические и финансовые нужды проекта, начиная с технико-экономических обоснований, которые будут стоить примерно 5 миллионов долларов. Разработка комплексного генерального плана, который, как ожидается, продлится 15 месяцев, будет включать демаркацию районов для основных государственных сооружений, дорог, рынков и жилых районов.